# Uniomerus declivis
Uniomerus declivis är en musselart som först beskrevs av Thomas Say 1831.  Uniomerus declivis ingår i släktet Uniomerus och familjen målarmusslor. Inga underarter finns listade i Catalogue of Life.